# Wesmaelia topali
Wesmaelia topali är en stekelart som beskrevs av Papp 1990. Wesmaelia topali ingår i släktet Wesmaelia och familjen bracksteklar. Inga underarter finns listade i Catalogue of Life.